# Gunnar Kaasen
Gunnar Kaasen, né le 11 mars 1882 à Burfjord et mort le 27 novembre 1960 à Everett[réf. nécessaire], est un meneur de chiens norvégien qui s'est notamment fait connaître en livrant, assisté de son chien Balto, des sérums anti-diphtériques lors de la course au sérum de 1925.